# Йонет Джан Тезель
Йонет Джан Тезель (тур. Yönet Can Tezel, * 1965, Стамбул, Туреччина) — турецький дипломат. Надзвичайний і Повноважний Посол Турецької Республіки в Україні.

## Біографія
Народився в 1965 році в Стамбулі.
У 1984 році закінчив Анатолійський ліцей.
У 1988 Босфорський університет, факультет політології, кафедра політології.
У 1999 році Технічний університет Середнього Сходу, кафедра міжнародних відносин.
З 1989 року на дипломатичній роботі у Міністерстві закордонних справ Туреччини.
З 01.07.1990 по 19.11.1990 рр. — співробітник Відділу політичного планування МЗС Туреччини, кандидат в державні службовці.
З 19.11.1990 по 01.08.1991 рр. — співробітник Секретаріату Міністра закордонних справ Турецької Республіки.
З 01.08.1991 по 31.03.1992 рр. — на військовій службі.
З 01.04.1992 по 30.10.1992 рр. — аташе Секретаріату Міністра закордонних справ Туреччини, кандидат в державні службовці.
З 30.10.1992 по 30.10.1995 рр. — аташе, третій секретар Постійного представництва на Конференції з питань співробітництва та безпеки у Європі.
З 30.10.1995 по 15.08.1997 рр. — віцеконсул Генерального консульства у місті Єрусалим.
З 15.08.1997 по 01.10.1999 рр. — другий секретар, перший секретар Адміністрації Президента Туреччини.
З 01.10.1999 по 01.10.2003 рр. — перший секретар, радник Посольства Туреччини у Великій Британії.
З 01.10.2003 по 30.09.2005 рр. — голова Відділу політичного планування МЗС Турецької Республіки.
З 30.09.2005 по 15.09.2010 рр. — радник, перший радник Посольства Туреччини у Канаді.
З 15.09.2010 по 15.02.2011 рр. — голова Відділу з питань досліджень та розвідки МЗС Турецької Республіки.
З 15.02.2011 по 15.11.2012 рр. — в.о. заступника генерального директора, радник-посланник, заступник генерального директора Генеральної дирекції з питань досліджень та розвідки МЗС Турецької Республіки.
З 15.11.2012 по 01.02.2014 рр. — радник-посланник, заступник генерального директора Генеральної дирекції з питань досліджень МЗС Турецької Республіки.
З 01.02.2014 — 2018 рр. — Надзвичайний і Повноважний Посол Турецької Республіки в Україні.
11 вересня 2014 року вручив вірчі грамоти Президенту України Петру Порошенку.